# Maxime Grousset
Maxime Grousset (Numea, 24 settembre 1999) è un nuotatore francese, specializzato nello stile libero e nella farfalla.

## Carriera
Ha vinto tre ori mondiali in vasca lunga, nei 100 metri farfalla a Fukuoka 2023 e nei 50 e nei 100 metri farfalla a Singapore 2025. Vanta anche un oro mondiale in vasca corta e tre ori europei (due in vasca lunga, entrambi conquistati in staffetta, e uno nella vasca da 25 metri).

## Palmarès
- Giochi olimpici

Parigi 2024: bronzo nella 4x100m misti.
- Mondiali

Gwangju 2019: bronzo nella 4x100m sl mista.
Budapest 2022: argento nei 100m sl, bronzo nei 50m sl.
Fukuoka 2023: oro nei 100m farfalla, bronzo nei 100m sl e nei 50m farfalla.
Singapore 2025: oro nei 50m farfalla e nei 100m farfalla, argento nella 4x100m misti, bronzo nella 4x100m sl mista.
- Mondiali in vasca corta

Melbourne 2022: oro nella 4x50m sl mista, argento nei 100m sl.
Budapest 2024: argento nei 100m farfalla.
- Europei

Glasgow 2018: oro nella 4x100m sl mista.
Roma 2022: oro nella 4x100m sl mista, argento nei 50m farfalla e nella 4x100m misti.
- Europei in vasca corta:

Glasgow 2019: bronzo nella 4x50m sl mista.
Otopeni 2023: oro nei 100m sl, argento nei 100m farfalla, bronzo nei 50m farfalla e nella 4x50m sl mista.
- Mondiali giovanili

Indianapolis 2017: argento nei 50m sl.
- Europei giovanili

Netanya 2017: bronzo nei 50m sl e nei 50m farfalla.

## Primati personali
I suoi primati personali in vasca da 50 metri sono:
- 50 m stile libero: 21"57 (2022)
- 100 m stile libero: 47"42 (2023)
- 50 m delfino: 22"72 (2023)
- 100 m delfino: 50"14 (2023)

I suoi primati personali in vasca da 25 metri sono:
- 50 m stile libero: 20"90 (2022)
- 100 m stile libero: 45"41 (2022)
- 50 m delfino: 22"06 (2023)
- 100 m delfino: 48"94 (2023)